# Liste der Naturdenkmale in Grimma

Wappen von Grimma

Lage von Grimma

In der Liste der Naturdenkmale in Grimma werden die Einzel-Naturdenkmale, Geotope und Flächennaturdenkmale in der Stadt Grimma im Landkreis Leipzig mit 4 Stadtteilen Hohnstädt, Grimma-West, Grimma-Süd und Nimbschen und ihren 13 Ortsteilen (Beiersdorf, Böhlen, Döben, Dürrweitzschen, Großbardau, Großbothen, Höfgen, Kössern, Leipnitz, Mutzschen, Nerchau, Ragewitz und Zschoppach) aufgeführt.
Bisher sind laut der angegebenen Quellen 38 Einzel-Naturdenkmale, 0 Geotope und 23 Flächennaturdenkmale bekannt und hier aufgelistet.
Die Angaben der Liste basieren auf Daten der Bekanntmachungs-Seite des Landkreises und den Daten auf dem Geoportal des Landkreises Leipzig.

## Definition
„Gesetz über Naturschutz und Landschaftspflege (BNatSchG), § 28 Naturdenkmäler:
 Naturdenkmäler sind rechtsverbindlich festgesetzte Einzelschöpfungen der Natur oder entsprechende Flächen bis zu fünf Hektar, deren besonderer Schutz erforderlich ist
1. aus wissenschaftlichen, naturgeschichtlichen oder landeskundlichen Gründen oder
2. wegen ihrer Seltenheit, Eigenart oder Schönheit.“

„SächsNatSchG, § 18 Naturdenkmäler (zu § 28 BNatSchG):
1. Die Erklärung nach § 22 Abs. 1 BNatSchG von Teilen von Natur und Landschaft als Naturdenkmal erfolgt durch Rechtsverordnung oder Einzelanordnung.
2. Über § 28 Abs. 1 BNatSchG hinaus können Naturdenkmäler zur Sicherung von Lebensgemeinschaften oder Lebensstätten von im Bestand gefährdeten oder streng geschützten Arten festgesetzt werden.“

## Legende
- Bild: zeigt ein vorhandenes Foto des Naturdenkmals.
- ND/GEO/FND-Nr: zeigt die jeweilige Nr. des Objekts – ND (Einzel-)Naturdenkmal, GEO Geotope oder FND (Flächen-Naturdenkmal)
- Beschreibung: beschreibt das Objekt näher
- Koordinaten: zeigt die Lage auf der Karte
- Quelle: Link zur Referenzquelle

## (Einzel-)Naturdenkmale (ND)
| Bild           | ND-Nr. | Ortsteil   | Alter | Beschreibung | Koordinaten                                            | Quellen                       |
| -------------- | ------ | ---------- | ----- | --- | ------------------------------------------------------ | ----------------------------- |
| Weitere Bilder | ND 36  | Beiersdorf | unb.  | Zwei dickere Linden in der kleinen Lindenallee am Zuweg zur Kirche auf dem Friedhof Beiersdorf                                                                   | 51° 15′ 39″ N, 12° 41′ 12″ O (Flurstück-Nr. 94)        | SG Naturschutz: VO 2006-12-07 |
| Weitere Bilder | ND 37  | Böhlen     | unb.  | 2 Ulmen (eine davon gebrochen) im Park am ehemaligen Rittergut Böhlen                                                                                            | 51° 11′ 15″ N, 12° 51′ 31″ O (Flurstück-Nr. 147)       | SG Naturschutz: VO 2013-09-03 |
| Weitere Bilder | ND 38  | Böhlen     | unb.  | Eiche an den „Schwarzen Teichen“ neben Leipnitzer Str., nordwestlich Ortslage                                                                                    | 51° 11′ 19″ N, 12° 51′ 5″ O (Flurstück-Nr. 520/539)    | SG Naturschutz: VO 2013-09-03 |
| Weitere Bilder | ND 39  | Denkwitz   | unb.  | Linde, Südliche an Ortsstraße Denkwitz, neben Haus Nr. 16 | 51° 16′ 47″ N, 12° 49′ 12″ O (Flurstück-Nr. 249)       | SG Naturschutz: VO 2013-09-03 |
| Weitere Bilder | ND 40  | Denkwitz   | unb.  | Linde, Nördliche an Ortsstraße, neben Zufahrt Haus Nr. 15 | 51° 16′ 47″ N, 12° 49′ 12″ O (Flurstück-Nr. 249)       | SG Naturschutz: VO 2013-09-03 |
| Weitere Bilder | ND 41  | Döben      | unb.  | westliche 2 Linden auf dem Schlosshof Döben | 51° 14′ 28″ N, 12° 45′ 39″ O (Flurstück-Nr. 1a)        | SG Naturschutz: VO 2006-12-07 |
| Weitere Bilder | ND 42  | Döben      | unb.  | östliche 2 Linden auf dem Schlosshof Döben | 51° 14′ 29″ N, 12° 45′ 41″ O (Flurstück-Nr. 1f)        | SG Naturschutz: VO 2006-12-07 |
| Weitere Bilder | ND 43  | Döben      | unb.  | Baumreihe aus Eichen und Linden am Sportplatz in Döben | 51° 14′ 16″ N, 12° 46′ 7″ O (Flurstück-Nr. 250)        | SG Naturschutz: VO 2006-12-07 |
| Weitere Bilder | ND 44  | Döben      | unb.  | sog. dicke Eiche, Am Galgenberg - zwischen Grimma und Döben am südwestlichen Rand vom NSG Döbener Wald                                                           | 51° 14′ 18″ N, 12° 44′ 50″ O (Flurstück-Nr. 313)       | SG Naturschutz: VO 2006-12-07 |
| Weitere Bilder | ND 45  | Döben      | unb.  | Löweneiche (Quercus robur) im Döbener Wald | 51° 14′ 27″ N, 12° 45′ 31″ O (Flurstück-Nr. 313)       | SG Naturschutz: VO 2006-12-07 |
| Weitere Bilder | ND 46  | Döben      | unb.  | Robinie am Kirchberg (ehemaliger Schulhof) | 51° 14′ 21″ N, 12° 45′ 52″ O (Flurstück-Nr. 69)        | SG Naturschutz: VO 2006-12-07 |
| Weitere Bilder | ND 47  | Göttwitz   | unb.  | Linde | 51° 15′ 22″ N, 12° 55′ 9″ O (Flurstück-Nr. 20/118-4)   | SG Naturschutz: VO 2013-09-03 |
| Weitere Bilder | ND 48  | Grimma     | unb.  | Ginkgo (Ginkgo Biloba) im Hof der Adler-Apotheke Lange Straße 37/Frauenstrasse 24, neben dem denkmalgeschützten Torbogen (siehe Adler-Apotheke, Lange Straße 37) | 51° 14′ 5″ N, 12° 43′ 42″ O (Flurstück-Nr. 321)        | SG Naturschutz: VO 2006-12-07 |
| Weitere Bilder | ND 49  | Grimma     | unb.  | Platane im Frauenkirchhof neben Lutherdenkmal | 51° 13′ 58″ N, 12° 43′ 36″ O (Flurstück-Nr. 543)       | SG Naturschutz: VO 2006-12-07 |
| Weitere Bilder | ND 50  | Grimma     | unb.  | Ginkgo (Ginkgo biloba) in historischer Parkanlage an der Gattersburg                                                                                             | 51° 13′ 40″ N, 12° 43′ 27″ O (Flurstück-Nr. 612-5)     | SG Naturschutz: VO 2006-12-07 |
| Weitere Bilder | ND 51  | Grimma     | unb.  | Eibe (Taxus baccata) in historischer Parkanlage an der Gattersburg                                                                                               | 51° 13′ 42″ N, 12° 43′ 30″ O (Flurstück-Nr. 612-5)     | SG Naturschutz: VO 2006-12-07 |
| Weitere Bilder | ND 52  | Grimma     | unb.  | 2 Hänge-Buchen im Schwanenteich-Park an der Köhlerstraße neben Spielplatz                                                                                        | 51° 13′ 53″ N, 12° 43′ 31″ O (Flurstück-Nr. 757)       | SG Naturschutz: VO 2006-12-07 |
| Weitere Bilder | ND 53  | Grimma     | unb.  | Eibe (Taxus baccata) auf Grundstück neben Haus Leipziger Straße 39                                                                                               | 51° 13′ 54″ N, 12° 43′ 3″ O (Flurstück-Nr. 818)        | SG Naturschutz: VO 2006-12-07 |
| Weitere Bilder | ND 54  | Grimma     | unb.  | 3 Schwarzkiefern (Pinus nigra) in der Heinrich-Zille-Straße vor Landratsamt Haus 4                                                                               | 51° 13′ 56″ N, 12° 42′ 58″ O (Flurstück-Nr. 820-5)     | SG Naturschutz: VO 2006-12-07 |
| Weitere Bilder | ND 55  | Grimma     | unb.  | Platane in Wurzener Straße (am ehemaligen Sauteich) | 51° 14′ 27″ N, 12° 43′ 47″ O (Flurstück-Nr. 965-3)     | SG Naturschutz: VO 2006-12-07 |
| Weitere Bilder | ND 56  | Grimma     | unb.  | Eiche am Volkshausplatz an der Zufahrt zur Muldebrücke | 51° 14′ 24″ N, 12° 43′ 56″ O (Flurstück-Nr. 971-3)     | SG Naturschutz: VO 2006-12-07 |
| Bild gesucht   | ND 57  | Höfgen     | unb.  | Linde im Kirchhof | 51° 12′ 33″ N, 12° 45′ 12″ O (Flurstück-Nr. 1)         | SG Naturschutz: VO 2006-12-07 |
| Bild gesucht   | ND 58  | Höfgen     | unb.  | Linde am Fährhaus | 51° 12′ 37″ N, 12° 44′ 51″ O (Flurstück-Nr. 49-1)      | SG Naturschutz: VO 2006-12-07 |
| Weitere Bilder | ND 59  | Hohnstädt  | unb.  | Ginkgo (Ginkgo biloba) am Fünfhäuserweg (im Garten von Grundstück, Schillerstr.21)                                                                               | 51° 15′ 7″ N, 12° 43′ 53″ O (Flurstück-Nr. 36-1)       | SG Naturschutz: VO 2006-12-07 |
| Weitere Bilder | ND 60  | Hohnstädt  | unb.  | Trompetenbaum (Catalpa bignonioides) am Fünfhäuserweg (im Garten von Grundstück, Schillerstr.19)                                                                 | 51° 15′ 6″ N, 12° 43′ 52″ O (Flurstück-Nr. 36-1)       | SG Naturschutz: VO 2006-12-07 |
| Bild gesucht   | ND 61  | Hohnstädt  | unb.  | Lederhülsenbaum am Fünfhäuserweg | 51° 15′ 7″ N, 12° 43′ 58″ O (Flurstück-Nr. 42b)        | SG Naturschutz: VO 2006-12-07 |
| Weitere Bilder | ND 62  | Hohnstädt  | unb.  | Eiche (Quercus robur) am Sportplatz | 51° 15′ 12″ N, 12° 44′ 9″ O (Flurstück-Nr. 833-5)      | SG Naturschutz: VO 2006-12-07 |
| Weitere Bilder | ND 63  | Hohnstädt  | unb.  | Ginkgo am Herrenhaus (ehemals Rittergut Böhlen) | 51° 15′ 6″ N, 12° 44′ 37″ O (Flurstück-Nr. 864-4)      | SG Naturschutz: VO 2006-12-07 |
| Weitere Bilder | ND 64  | Leipnitz   | unb.  | Linde am Friedhof Leipnitz, nordwestlich Ortslage an der K 8307                                                                                                  | 51° 12′ 19″ N, 12° 49′ 38″ O (Flurstück-Nr. 192-1/193) | SG Naturschutz: VO 2013-09-03 |
| Weitere Bilder | ND 65  | Mutzschen  | unb.  | Robinie auf dem Friedhof | 51° 15′ 39″ N, 12° 53′ 32″ O (Flurstück-Nr. 1)         | SG Naturschutz: VO 2013-09-03 |
| Weitere Bilder | ND 66  | Mutzschen  | unb.  | Linde auf dem Kirchhof | 51° 15′ 38″ N, 12° 53′ 12″ O (Flurstück-Nr. 157)       | SG Naturschutz: VO 2013-09-03 |
| Weitere Bilder | ND 67  | Mutzschen  | unb.  | Blutbuche ('Fagus sylvatica Purpurea') im Schlosspark am östlichen Schlossteich-Ufer                                                                             | 51° 15′ 44″ N, 12° 53′ 2″ O (Flurstück-Nr. 206-1)      | SG Naturschutz: VO 2013-09-03 |
| Weitere Bilder | ND 68  | Mutzschen  | unb.  | Friedenseiche ('Quercus robur') am Schießplan (am Hang neben untere Hauptstr.58a)                                                                                | 51° 15′ 24″ N, 12° 53′ 18″ O (Flurstück-Nr. 295)       | SG Naturschutz: VO 2013-09-03 |
| Weitere Bilder | ND 69  | Mutzschen  | unb.  | nördliche Friedenseiche an der Bahnhofstr. | 51° 15′ 47″ N, 12° 53′ 30″ O (Flurstück-Nr. 653-1)     | SG Naturschutz: VO 2013-09-03 |
| Weitere Bilder | ND 70  | Mutzschen  | unb.  | südliche Friedenseiche an der Bahnhofstr. | 51° 15′ 47″ N, 12° 53′ 30″ O (Flurstück-Nr. 653-1)     | SG Naturschutz: VO 2013-09-03 |
| Weitere Bilder | ND 71  | Nerchau    | unb.  | Eichen in der Muldenaue, Baumgruppe nordwestlich der Ortslage | 51° 16′ 32″ N, 12° 46′ 39″ O (Flurstück-Nr. 261)       | SG Naturschutz: VO 2013-09-03 |
| Bild gesucht   | ND 72  | Nerchau    | unb.  | Lutherlinde Kirchstr. | 51° 16′ 32″ N, 12° 46′ 39″ O (Flurstück-Nr. 282)       | SG Naturschutz: VO 2013-09-03 |
| Weitere Bilder | ND 73  | Schaddel   | unb.  | Linde am Birkenweg (neben Grundstück Birkenweg 4) | 51° 12′ 3″ N, 12° 45′ 6″ O (Flurstück-Nr. 4/7-1)       | SG Naturschutz: VO 2013-09-03 |

## Flächennaturdenkmale
| Bild            | FND-Nr.   | Name                              | Beschreibung | Orts-/Stadtteil      | Fläche              | Koordinaten                                                   | Quellen |
| --------------- | --------- | --------------------------------- | --- | -------------------- | ------------------- | ------------------------------------------------------------- | ------- |
| Weitere Bilder  | l_la: 31  | Eichberg                          | Waldbiotop nordwestlich von Großbothen am Schaddelgraben                                                          | Großbothen           | 11138 m²            | 51° 11′ 45″ N, 12° 44′ 3″ O                                   | [ 5 ]   |
| Bild gesucht BW | l_la: 41  | Mühlteich                         | östlich des Schulweg zwischen Böhlen und Seidewitz am Seifertsbach                                                | Böhlen               | 9427 m²             | 51° 10′ 43″ N, 12° 52′ 26″ O                                  | [ 5 ]   |
| Bild gesucht BW | l_la: 42  | Bruchlöcher Seidewitz             | östlicher Thümmlitzwald                                                                                           | Böhlen               | 15974 m²            | 51° 10′ 44″ N, 12° 50′ 39″ O                                  | [ 5 ]   |
| Bild gesucht BW | l_la: 43  | Heidenteiche Denkwitz             | nordöstlich der Ortslage Denkwitz                                                                                 | Nerchau              | 5113 m²             | 51° 17′ 13″ N, 12° 49′ 35″ O                                  | [ 5 ]   |
| Weitere Bilder  | l_la: 50  | Bockberg                          | bewaldeter Berghügel (ca. 198 m) im Klosterholz zwischen Waldbardau und Nimbschen                                 | Grimma               | 7771 m²             | 51° 12′ 18″ N, 12° 43′ 46″ O                                  | [ 5 ]   |
| Weitere Bilder  | l_la: 51  | Birkenwäldchen am Müncherteich    | am Westufer des Müncherteich, westlich von Grimma                                                                 | Grimma-West          | 25517 m²            | 51° 14′ 36″ N, 12° 40′ 55″ O                                  | [ 5 ]   |
| Weitere Bilder  | l_la: 52  | Große Seggenwiese am Müncherteich | entlang Nordufer des Müncherteich, westlich von Grimma                                                            | Grimma-West          | 21493 m²            | 51° 14′ 41″ N, 12° 41′ 0″ O                                   | [ 5 ]   |
| Weitere Bilder  | l_la: 53  | Aueteich Nimbschen                | naturbelassener Teich mit Ablauf zum Harthgrundbach, rechtsseitig der B 107 vor Kloster Nimbschen                 | Nimbschen bei Grimma | 28161 m²            | 51° 13′ 7″ N, 12° 44′ 11″ O                                   | [ 5 ]   |
| Bild gesucht BW | l_la: 54  | Ziegengrund Neunitz               | im Aueholz westlich von Neunitz                                                                                   | Döben                | 24202 m²            | 51° 13′ 20″ N, 12° 44′ 54″ O                                  | [ 5 ]   |
| Weitere Bilder  | l_la: 55  | Wüstriche                         | 2 Waldflurstücke nördlich Gornewitz                                                                               | Nerchau              | 21534 m² + 41318 m² | 51° 17′ 33″ N, 12° 47′ 50″ O und 51° 17′ 40″ N, 12° 47′ 39″ O | [ 5 ]   |
| Weitere Bilder  | l_la: 57  | Totenberg                         | botanisches Schutzgebiet auf einem Hügelrücken (ca. 183 m) nördlich der K 8353 zwischen Großbardau und Großbothen | Großbardau           | 13934 m²            | 51° 12′ 5″ N, 12° 43′ 1″ O                                    | [ 5 ]   |
| Bild gesucht BW | l_la: 59  | Muschauer Berg                    | Ortslage Muschau am Fritzschenbach                                                                                | Dürrweitzschen       | 7419 m²             | 51° 11′ 20″ N, 12° 52′ 32″ O                                  | [ 5 ]   |
| Weitere Bilder  | l_la: 60  | Butterberg (Pöhsig)               | Waldflurstück am Butterberg (ca. 226 m) nördlich S 38 bei Bröhsen                                                 | Grottewitz           | 32721 m²            | 51° 14′ 20″ N, 12° 48′ 29″ O                                  | [ 5 ]   |
| Weitere Bilder  | l_la: 61  | Streuobstanlage Haubitz           | in Ortslage Haubitz gegenüber Teich                                                                               | Ragewitz             | 5408 m²             | 51° 13′ 36″ N, 12° 49′ 18″ O                                  | [ 5 ]   |
| Bild gesucht BW | l_la: 62  | Streuobstanlage Köllmichen        | südlich der Ortslage an K8332 entlang Mutzschener Wasser                                                          | Köllmichen           | 1714 m²             | 51° 14′ 7″ N, 12° 53′ 12″ O                                   | [ 5 ]   |
| Bild gesucht BW | l_la: 63  | Streuobstanlage Gastewitz         | in der Ortslage Gastewitz                                                                                         | Mutzschen            | 3815 m²             | 51° 15′ 14″ N, 12° 51′ 42″ O                                  | [ 5 ]   |
| Weitere Bilder  | l_la: 64  | Feldgehölz Wasserwerk Schkortitz  | nordwestlich Schkortitz an der K 8330                                                                             | Höfgen               | 38876 m²            | 51° 12′ 58″ N, 12° 46′ 59″ O                                  | [ 5 ]   |
| Weitere Bilder  | l_la: 66  | Ziegelteich                       | östlich von Fremdiswalde am Launzige-Zufluss                                                                      | Nerchau              | 21349 m²            | 51° 18′ 2″ N, 12° 52′ 8″ O                                    | [ 5 ]   |
| Weitere Bilder  | l_la: 67  | Schlummerstube                    | Flußwaldstück bei Bahren am Ufer der Mulde gegenüber der Papierfabrik Golzern                                     | Bahren               | 34954 m²            | 51° 14′ 49″ N, 12° 46′ 8″ O                                   | [ 5 ]   |
| Weitere Bilder  | l_la: 67  | Prinzengrotte                     | Felsmassiv in Schlummerstube - Flußwaldstück bei Bahren am Ufer der Mulde                                         | Bahren               | 34954 m²            | 51° 14′ 49″ N, 12° 46′ 8″ O                                   | [ 5 ]   |
| Weitere Bilder  | l_la: 68  | Altteich (Alter Teich) Bahren     | nördlich neben Trakehner Str., westlich von Bahren                                                                | Bahren               | 11211 m²            | 51° 15′ 21″ N, 12° 45′ 25″ O                                  | [ 5 ]   |
| Bild gesucht BW | l_la: 79  | Bieleborn                         | südlich Wetteritz als Zufluss zum Mutzschener Wasser                                                              | Mutzschen            | 7692 m²             | 51° 14′ 26″ N, 12° 54′ 22″ O                                  | [ 5 ]   |
| Bild gesucht BW | l_la: 80  | Steinbruch Ostrau                 | westlich von Ostrau am Bachlauf des Fritzschenbach                                                                | Zschoppach           | 31111 m²            | 51° 12′ 26″ N, 12° 52′ 44″ O                                  | [ 5 ]   |
| Weitere Bilder  | l_la: 81  | Buchteich Großbardau              | komplexes Schutzgebiet, neben Kreuzung K 8351/K 8353 am Schnellbach                                               | Großbardau           | 44942 m²            | 51° 12′ 42″ N, 12° 40′ 25″ O                                  | [ 5 ]   |
| Weitere Bilder  | l_la: 122 | Neumühlfelsen                     | neben Trakehner Str., westlich von Bahren am nördlichen Muldeufer                                                 | Bahren/ Hohnstädt    | 25693 m²            | 51° 15′ 18″ N, 12° 45′ 20″ O                                  | [ 5 ]   |